# Morane-Saulnier AC
Morane-Saulnier AC, còn gọi là Morane-Saulnier Type AC và MoS 23 là một mẫu máy bay tiêm kích của Pháp trong thập niên 1910.

## Quốc gia sử dụng
Pháp
- Armée de l'Air

 Anh Quốc
- Quân đoàn Không quân Hoàng gia

## Tính năng kỹ chiến thuật
Dữ liệu lấy từ War Planes of the First World War:Volume Five Fighters
Đặc điểm tổng quát
- Kíp lái: 1
- Chiều dài: 7.05 m (23 ft 1½ in)
- Sải cánh: 9.80 m (32 ft 1⅝ in)
- Chiều cao: 2.73 m (8 ft 11½ in)
- Diện tích cánh: 15.00 m2 (161.46 ft2)
- Trọng lượng rỗng: 435 kg (957 lb)
- Trọng lượng có tải: 658 kg (1448 lb)
- Powerplant: 1 × Le Rhône 9J/9JB kiểu động cơ piston 9 xy-lanh, 82 kW (110 hp) mỗi chiếc

Hiệu suất bay
- Vận tốc cực đại: 178 km/h (111 mph)
- Thời gian bay: 2 giờ  30 phút
- Trần bay: 5.600 m (18.370 ft)
- Vận tốc lên cao: 5,6[2] m/s (1.100 ft/phút)

Vũ khí trang bị
- 1 x Súng máy Vickers 7,7mm